# Église Saint-Cirice de Brousse-le-Château
L'église Saint-Cyrice de Brousse-le-Château est une église située dans le département de l'Aveyron près du village de Brousse-le-Château. Cette église surplombe les Raspes.

## Histoire
L'église Saint-Cyrice a été détruite pendant les guerres de Religion puis reconstruite en 1640. Elle aurait appartenu aux Hospitaliers de l'ordre de Saint-Jean de Jérusalem. On y venait en pèlerinage pour les maladies mentales.

## Description
L'église Saint-Cyrice est de plan cruciforme. Son entrée est soulignée par un fronton, et prolongée dans on élévation par un clocher dont la large baie laisse voir l'unique cloche.
Le narthex est surmonté d'une tribune maçonnée.
L'église a conservé son dallage de pierre à l'intérieur. Au delà d'une table de communion qui délimite en demi-cercle la croisée du transept, elle comprend trois autels dans le style XVIIIe : le maître-autel dans le chevet et deux autels sur les façade Est des bras.
Une grande chaire est sculptée dans le même esprit que le maître-autel : son ciel est orné de fines passementeries simulées par les boiseries ; quelques balustres particulièrement ornementées soutiennent la rampe de son escalier ajourée.
Contre sa façade sud est accolé un petit cimetière surplombant la vallée du Tarn. 

## Cimetière
Sur le parapet du cimetière, fut dressée la pierre tombale du géographe Jacques-François Loiseleur-Deslongchamps (1747-1843) et de sa femme Marie-Jeanne Boudou. En tant qu'ingénieur géographe du roi, il fut envoyé en  en 1769 pour établir la carte de Cassini. Logé à Durenque dans la famille Boudou, il y rencontra celle qui deviendra son épouse. Ils vécurent à quelques centaines de mètres de l'église Saint-Cirice à Puech Cani. Il y mourut à 96 ans, le 1er août 1843, suivi de sa femme le 17 septembre 1843, sans descendance directe. Leur destin peu ordinaire fit naître une véritable légende locale.

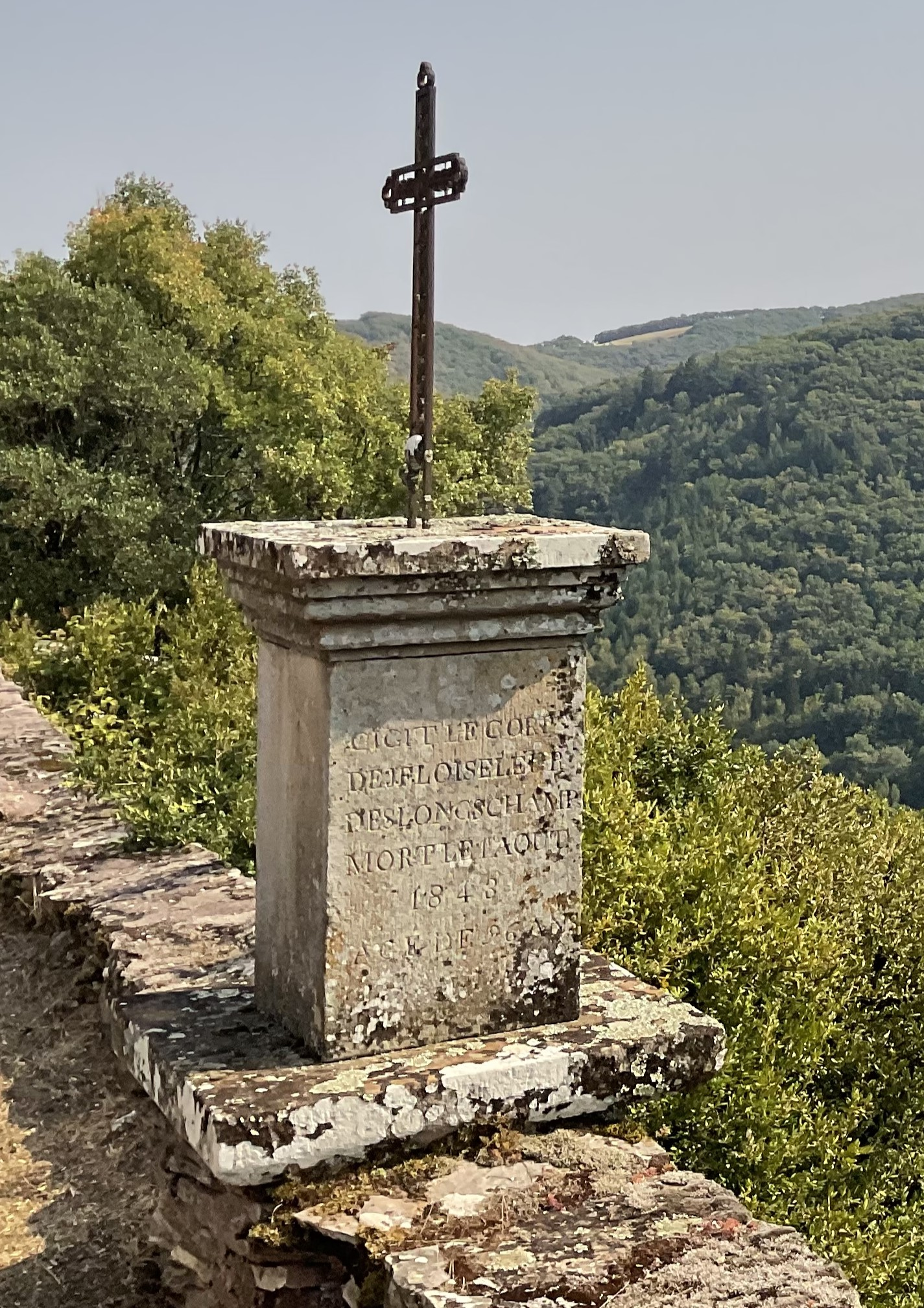
Cimétière de Saint-Cyrice (Aveyron), tombe du géographe Jacques-François Loiseleur Deslongchamps et de son épouse Marie-Jeanne Boudou.